# Existenzsicherung
Existenzsicherung sind alle Maßnahmen der Erhaltung und Finanzierung sowohl des physischen als auch des soziokulturellen Existenzminimums. Im weiteren Sinne ist damit der Erhalt einer für die Sicherung des Lebensunterhaltes notwendigen Erwerbsquelle, beispielsweise eines Arbeitsplatzes oder eines bäuerlichen oder handwerklichen Familienbetriebs gemeint.
Wer unter Berücksichtigung des jeweils gesamtgesellschaftlichen Kontexes und einer entsprechend vom Gesetzgeber definierten Bedürftigkeitsgrenze auf der Grundlage wissenschaftlicher Erkenntnisse und statistischer Erhebungen seinen Lebensunterhalt nicht oder nicht ausreichend aus eigenen Einkünften sicherstellen kann, erhält in den meisten entwickelten Industrieländern aus Steuermittel finanzielle Hilfe, die seinen Mindestbedarf (Grundsicherung, Existenzminimum) und den seiner Familie beziehungsweise Lebensgemeinschaft absichert.
In der Bundesrepublik Deutschland übernimmt für wegen Krankheit/Erwerbsunfähigkeit oder Alters nicht-erwerbsfähige Hilfebedürftige und ihre Familien die Sozialhilfe nach dem Zwölften Buch Sozialgesetzbuch die Grundabsicherung.
Für erwerbsfähige Hilfebedürftige übernimmt das Arbeitslosengeld II/Sozialgeld die Grundsicherung. Die gesetzlichen Regelungen sind im Zweiten Buch Sozialgesetzbuch zusammengefasst. Beide Leistungssysteme sind aufeinander bezogen. Im Falle von Streitigkeiten sind für beide Leistungssysteme seit dem 1. Januar 2005 die Sozialgerichte zuständig.
Für Familien mit geringem Einkommen, die auf ergänzende finanzielle Hilfe zum Lebensunterhalt wegen ihrer Kinder angewiesen sind, gibt es seit dem 1. Januar 2005 den Kinderzuschlag. Der Kinderzuschlag ist im Bundeskindergeldgesetz, § 6a BKGG, geregelt.
Für überschuldete Arbeitnehmer und ihre Familien sichert der Pfändungsschutz, dass ihnen das Lebensnotwendige erhalten bleibt. Der Pfändungsschutz ist in der Zivilprozessordnung (ZPO) gesetzlich geregelt.
Für Menschen in Überschuldungssituation gelten die gesetzlichen Regelungen der privaten Verbraucherinsolvenz.